# Відбивний молоток

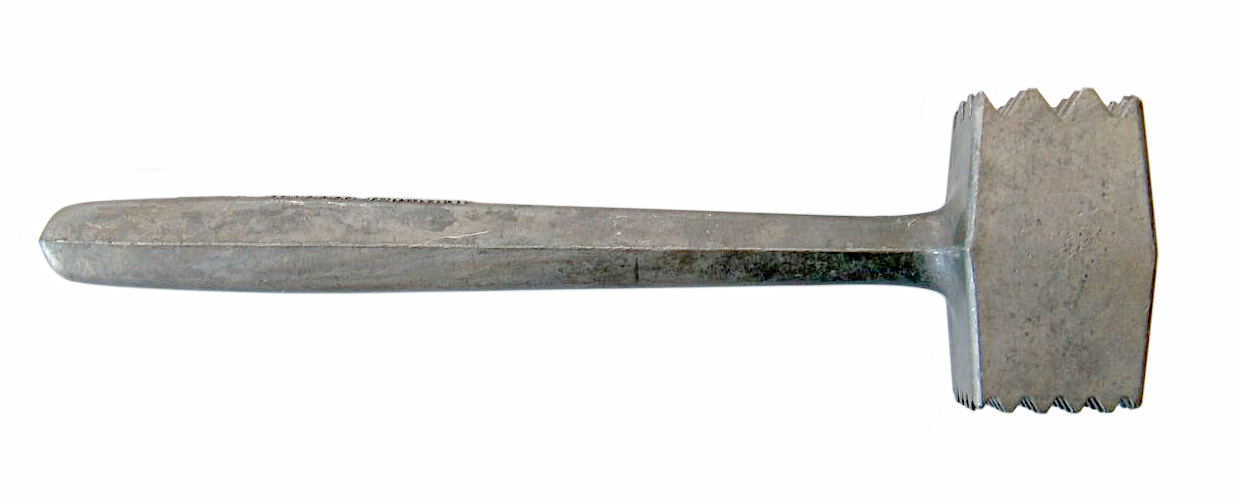
Один з різновидів відбивного молотка.

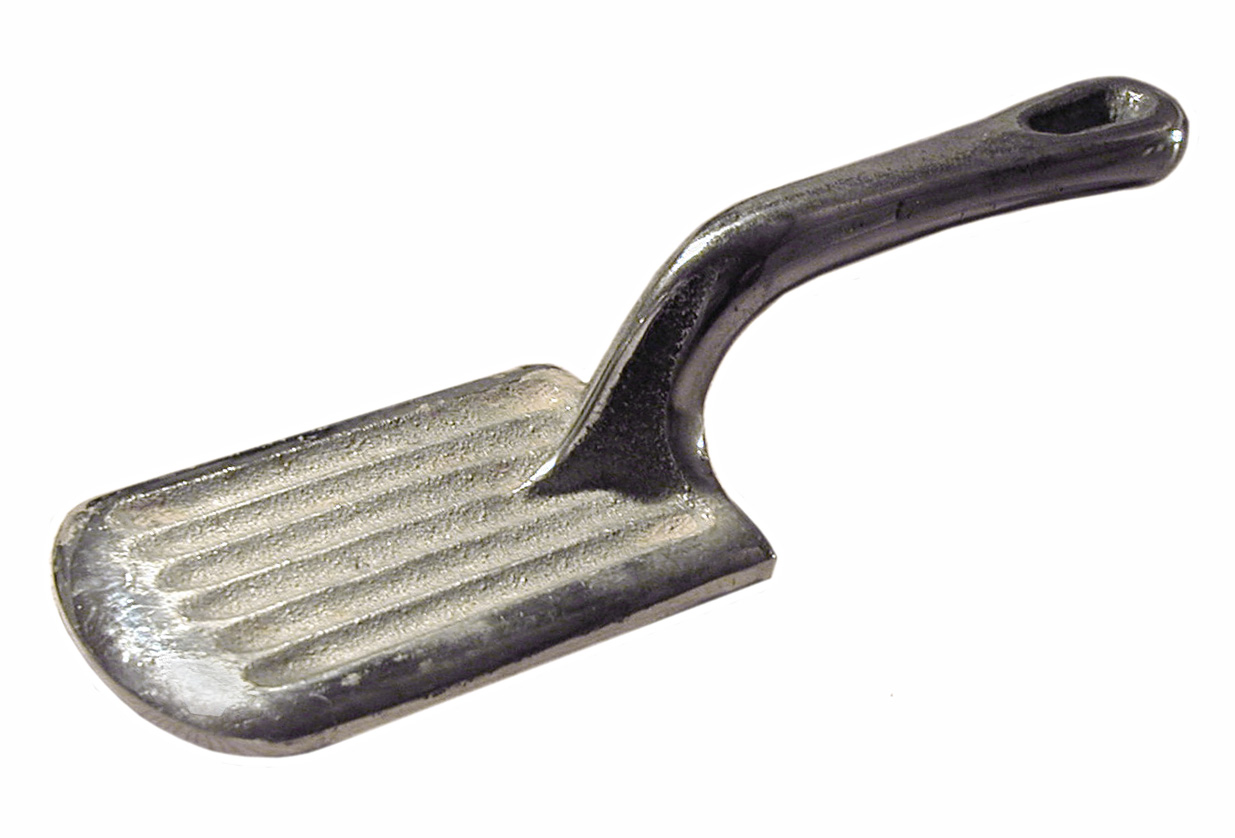
Інший різновид відбивного молотка.

Відбивний молоток або бучарда — кухонне начиння для відбиття (з метою розм'якшення волокон) різних видів м'яса і деяких м'ясних виробів з метою їх підготовки до процесу кулінарної обробки і поліпшення подальшого пережовування і засвоєння отриманого харчового продукту. У західній кухні вважається необхідним начинням для приготування різних видів відбивних і стейків. У деяких кулінарних книгах, однак, рекомендуються інші способи відбиття м'яса, оскільки вважається, що відбивний молоток руйнує зв'язки між волокнами м'яса, а не плющить їх, що в підсумку призводить до погіршення смаку страви.
Відбивні молотки можуть бути різних типів (зокрема, сайт Tipnut виділяє 11 різновидів даної начиння), але найбільш часто зустрічається два різновиди. Перша, що нагадує формою молоток з короткою ручкою з дерева або металу, має дві головки, одна з яких плоска (в деяких випадках гостра), інша — з рядами гострих пірамідальних виступів. Друга являє собою подобу картопляного преса з короткою ручкою і великим металевим лезом, яке може бути або плоским, або з такими ж пірамідальним виступами. Різні конструкції відбивних молотків було запатентовано у США, починаючи принаймні з 1853 року.